# Isus cel istoric

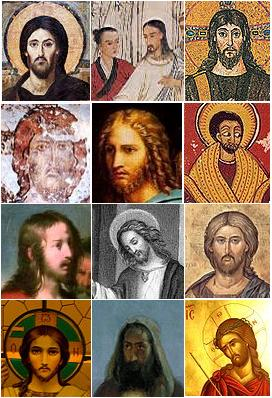
În secolul al XXI-lea, a treia căutare a lui Iisus cel istoric a însemnat și o fragmentare a portretelor academice ale lui Isus, după care însă nu a putut fi obținută nicio imagine unitară a lui Iisus.

Isus sau Iisus (în aramaică ישוע, Ieșu, în ebraică יֵשׁוּעַ‎, Ieșua arhaic Iehoșua, grecizat Ἰησοῦς, Iesous, latinizat Iesus; n. ca. 4 î.e.n., probabil Nazaret — d. 30 e.n. sau 33 e.n., Ierusalim) a fost un predicator evreu din Galileea, Iudeea, care a trăit în timpul ocupației romane a Israelului și care a fost crucificat în Ierusalim în jurul anului 30 sau 33, sub guvernarea lui Ponțiu Pilat.
Isus a fost în viața reală liderul unei „secte apocaliptice evreiești marginale”.

## Chestiuni metodologice

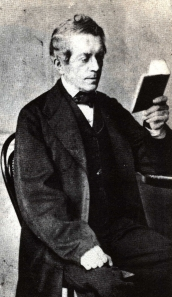
David Strauß în 1874

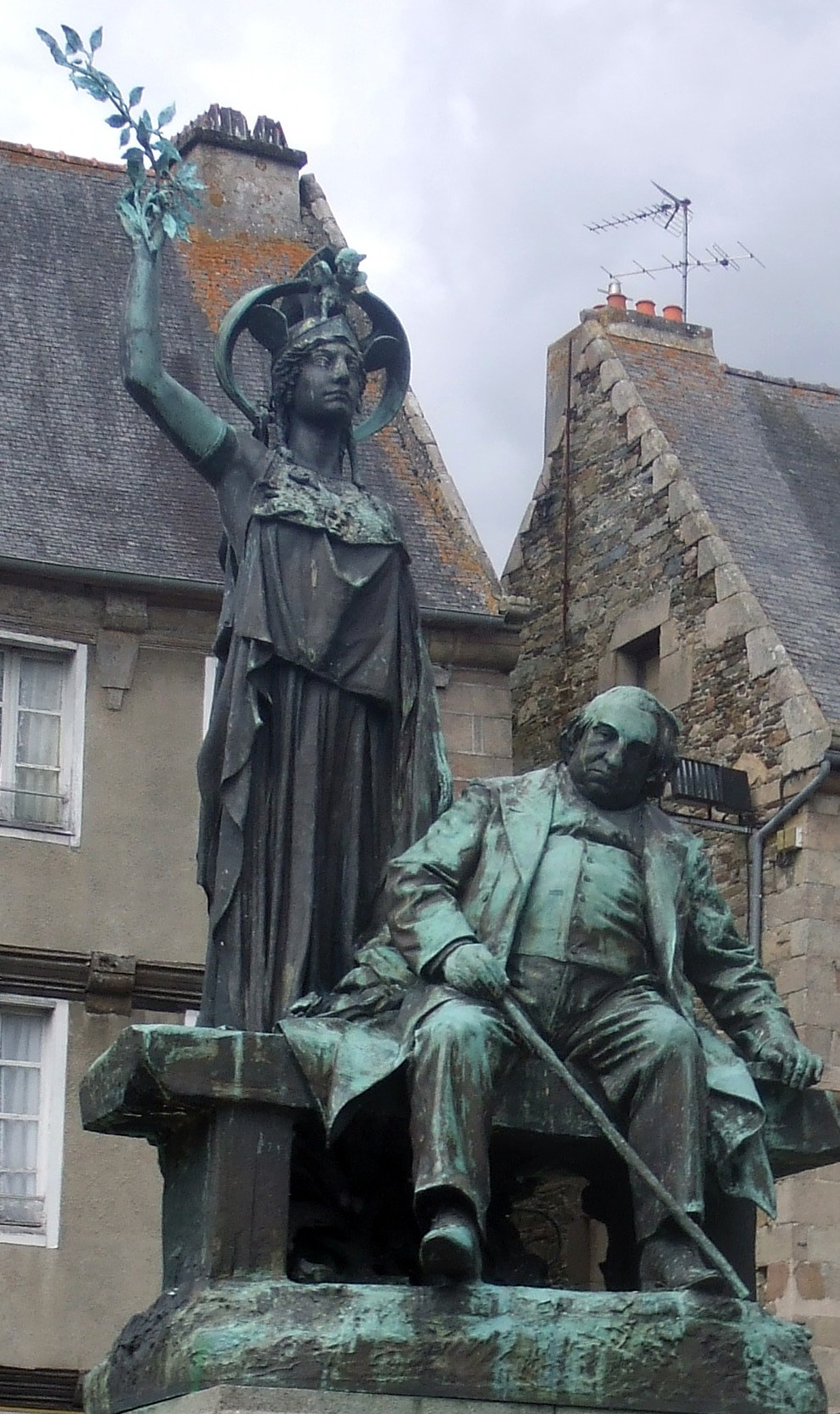
Statuia lui Ernest Renan în piața orașului Tréguier

Existența istorică a lui Isus ca persoană reală este separată de orice discuție religioasă privind dumnezeirea lui Isus și de orice aspecte teologice referitoare la natura lui Isus de a fi atât ca animal uman cât și „divin”. Este vorba de Isus cercetat cu aceleași metode „ca George Washington cel istoric, Socrate cel istoric, Platon cel istoric, Abraham Lincoln cel istoric.”

### Naturalism metodologic
Studierea istoriei, inclusiv a istoriei biblice, este bazată pe naturalism metodologic. Critica istorică nu poate crede pe cuvânt relatările intervențiilor supranaturale, deoarece a face astfel ar fi o violare la legilor naturii din cadrul istoriei. Critica istorică nu poate porni de la premiza că Isus ar fi îndeplinit profețiile mesianice, iar apoi să considere această împlinire drept o dovadă a faptului că el ar fi fost într-adevăr Mesia; există de asemenea cercetători care caută să armonizeze credința proprie că Isus ar fi îndeplinit proorociile cu rezultatele exegezei critico-istorice prin a face loc acelei credințe în interiorul metodei academice, dar nici asta nu constituie cercetare istorică validă.
Începând cu Epoca Luminilor cercetătorii au o atitudine foarte sceptică privitoare la aserțiunile că ar fi avut loc miracole. Deoarece istoricii lucrează cu naturalism metodologic, miracolele și alte fenomene supranaturale nu pot fi niciodată considerate drept evenimente istorice reale (Flew 1966: 146; cf. Bradley 1874/1935; Ehrman 2003: 229). De aceea, dumnezeirea lui Isus, nașterea sa miraculoasă, virginitatea perpetuă a Mariei nu pot fi niciodată afirmate ca fapte reale de către istorici. Ele pot fi crezute în mod subiectiv de credincioși ca fiind adevărate, dar nu sunt fapte obiective, deși pot face parte din istoria ideilor și credințelor religioase. Aceste credințe nu sunt însă lipsite de relevanță în stabilirea faptelor istorice obiective, ele fiind evaluate în mod critic drept posibile motivații de deformare a relatării faptelor istorice petrecute în mod real, după cum reiese mai jos.

### Hermann Samuel Reimarus
Reimarus a scris o carte despre Isus, carte care a fost publicată postum de Lessing drept Fragmẹnte des Wolfenbüttelschen Ungenannten. Reimarus a fost influențat de iluminism. Reimarus a comparat diverse fragmente din evanghelii ajungând la concluzia că două sau mai multe descrieri diferite ale aceluiași eveniment nu pot fi toate corecte din punct de vedere istoric. Ideea de bază a lui Reimarus era că Isus dorea să ajungă rege peste Israel, eliberând țara de sub jugul romanilor. Isus credea că va iniția o mișcare de eliberare națională prin simplul fapt de se a vesti pe sine drept Mesia, adică odraslă a lui David care restabilește monarhia. Dar Isus a fost crucificat pentru insurecție. Ce puteau face atunci apostolii, care renunțaseră la tot ce aveau, pentru a beneficia în continuare de primire călduroasă din partea poporului? Apostolii au hotărât să schimbe înțelesul cuvântului Mesia, înlocuindu-l cu un rege spiritual care domnește în ceruri alături de Dumnezeu. Astfel ei puteau beneficia în continuare de avantaje, având existența asigurată. Ideea că Isus ar fi fost un luptător pentru libertate nu are astăzi trecere printre cercetătorii universitari ai Bibliei, dar o carte populară a lui Reza Aslan a reluat această teză.

### Viața lui Isusde David Friedrich Strauss
Cartea lui Strauss Das Leben Jesu, kritisch bearbeitet (Viața lui Isus, examinată critic, 1835) a făcut furori. Carl August von Eschenmayer a scris o trecere în revistă a cărții, pe care a numit-o „iscariotismul zilelor noastre” (trecere în revistă pe care Strauss a caracterizat-o drept „odraslă a căsătoriei legitime dintre ignoranța teologică și intoleranța religioasă, având binecuvântarea filosofiei somnambule”). Contele de Shaftesbury a numit traducerea ei din 1846 de către Marian Evans „cea mai pestilențială carte vomitată vreodată dintre fălcile iadului”. Când Strauss a fost ales pentru catedra de teologie de la Universitatea din Zürich, numirea a provocat atât scandal încât autoritățile au decis să-l pensioneze înainte de a-și începe funcția.
Ceea ce făcea Das Leben Jesu să fie atât de controversată era caracterizarea de către Strauss a elementelor miraculoase din evanghelii drept „mitice”. Cartea lui Strauss a încheiat o perioadă în care cercetătorii s-au luptat cu natura miraculoasă a Noului Testament în conformitate cu vederile raționale ale Epocii Luminilor. Un grup consta din „raționaliști”, care găseau explicații logice și raționale pentru evenimentele aparent miraculoase; celălalt grup, „supranaturaliștii”, apărau acuratețea istorică a povestirilor biblice și a elementului de intervenție divină directă. Strauss a destrămat caracterul istoric al „întâmplărilor” și le citește doar la nivel mitic. Prin „mitic” voia să spună că ele nu sunt nici adevărate, nici false din punct de vedere istoric, ci transmit învățături teologice. Mergând din miracol în miracol, el le vedea drept produsul folosirii surselor evreiești referitoare la Mesia de către biserica primară, pentru a reda ideea că Isus era într-adevăr Mesia. Cu timpul, cartea a deschis o nouă epocă în analiza textologică și istorică a dezvoltării creștinismului.
Albert Schweitzer scria în Căutarea lui Isus cel istoric (1906; traducere engleză 1910) că argumentele lui Strauss „au scris certificatele de deces pentru o întreagă serie de explicații care, la prima vedere, au cu toate aparența de a fi vii, dar care nu sunt de fapt așa.” El adăuga că există două mari perioade de cercetare academică în căutarea lui Isus cel istoric, și anume „perioada dinainte de David Strauss și perioada de după David Strauss”. Marcus Borg susținea că „detaliile argumentelor lui Strauss, folosirea de către el a filosofiei hegeliene și chiar definirea de către el a mitului nu au avut un impact durabil. Dar susținerile sale de bază — că multe narațiuni evanghelice au caracter mitic și că 'mitul' nu poate fi pur și simplu echivalat cu 'falsul' — au devenit parte din cercetarea standard. Ceea ce era extrem de controversat în vremea lui Strauss a devenit azi o unealtă care e parte integrantă din aparatul cercetătorilor biblici.”

### Viața lui Isusde Ernest Renan
De-a lungul vieții sale, Ernest Renan a fost vestit pentru a fi autorul enorm de popularei cărți Viața lui Isus⁠(d) (Vie de Jésus, 1863). Această carte a fost prima oară tradusă în limba engleză în 1863 de către Charles E. Wilbour și a fost în mod repetat retipărită în ultimii 145 ani. Cartea lui Renan a fost copleșită cu elogii ironice și critici de Albert Schweitzer în cartea sa Căutarea lui Isus cel istoric⁠(d).
Aserțiunile controversate ale cărții au fost că viața lui Isus trebuie descrisă la fel ca viața oricărei altei persoane istorice și că Biblia poate și trebuie să fie obiect al aceleiași examinări critice la care sunt supuse alte documente istorice. Aceste aserțiuni au cauzat oarece scandal și au atras furia multor creștini.

### Căutarea lui Isus cel istoricde Albert Schweitzer
A doua căutare a lui Isus cel istoric nu s-a încheiat până ce Schweitzer a publicat Von Reimarus zu Wrede tradus în limba engleză drept The Quest of the Historical Jesus în 1910 (Căutarea lui Isus cel istoric). În ea, Schweitzer a criticat cu dispreț multe cărți scrise despre viața lui Isus spre sfârșitul secolului al XIX-lea, calificându-le ca redând mai mult viețile autorilor lor decât viața lui Isus. Schweitzer a revoluționat cercetarea Noului Testament la trecerea dintre secole prin a dovedi celor mai mulți cercetători că învățăturile și acțiunile lui Isus fuseseră determinate de viziunea lui eshatologică; Schweitzer prin asta terminând căutarea lui Isus cel apocaliptic.:2–4:173 Schweitzer a conchis că orice ulterioară căutare a lui Isus cel istoric este lipsită de sens.:10

### Puncte de vedere recente
În mileniul al treilea, savanții devin sceptici că Isus cel istoric mai poate fi recuperat pe modelul istoriei obiective. Unii susțin că criteriile istorice pot fi folosite în continuare, dar numai pentru a înțelege evangheliile, fără a mai căuta pepite de fapte istorice în ele. Acest scepticism nu a fost produs de lipsa lucrărilor academice recente despre Isus cel istoric, ci de faptul că sunt prea multe.

## Izvoare biblice

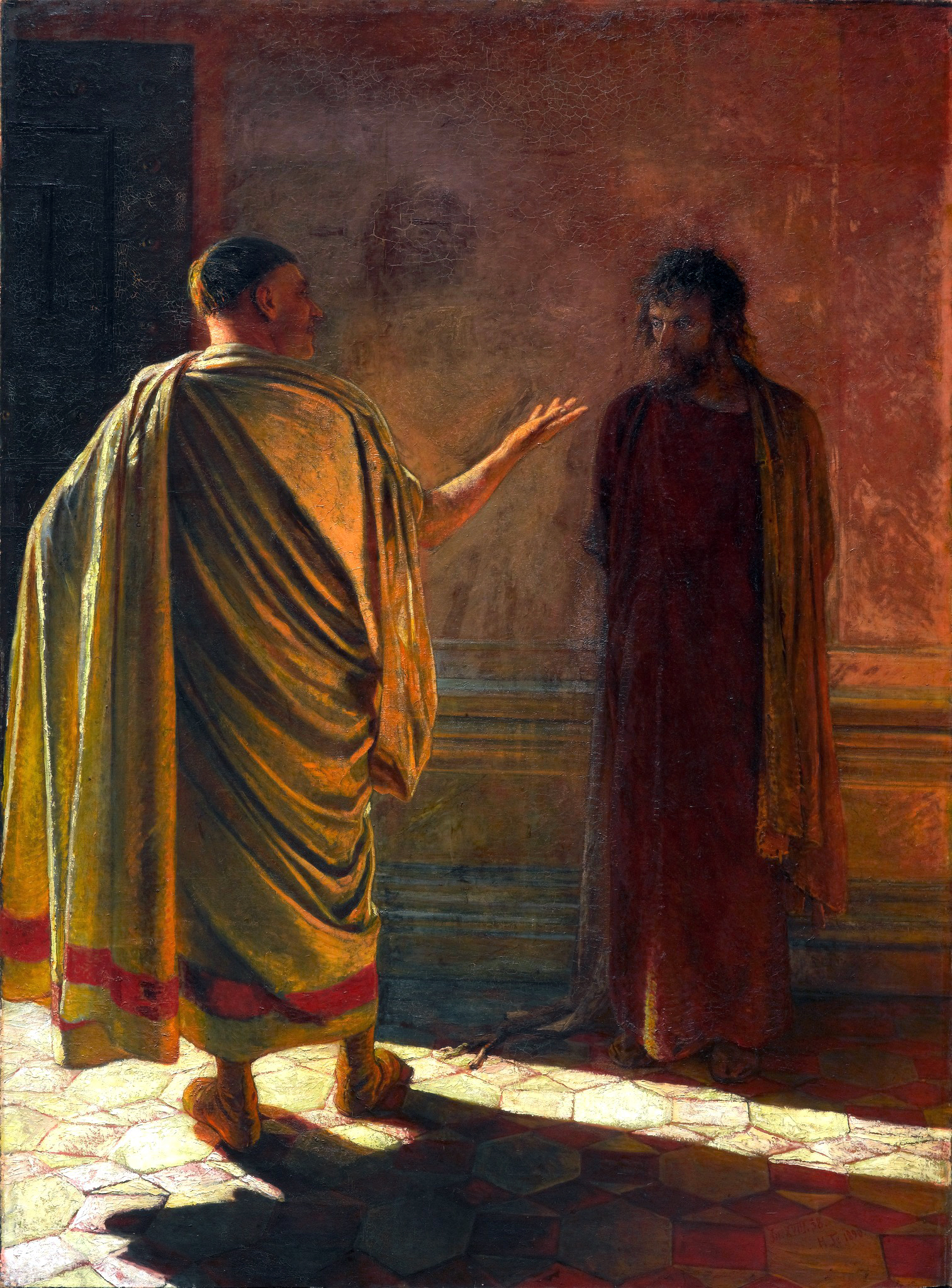
Pilat din Pont și Isus.
Pictură de Nikolai Ge</br>

Credința și tradiția creștină spun că Isus a înviat și s-a înălțat la ceruri, revenind alături de Dumnezeu Tatăl. După ce s-ar fi înălțat în cer, discipolii i-au răspândit învățăturile, ceea ce a dus la formarea celei de-a doua mari religii monoteiste universale: creștinismul.
Conform lui N.T. Wright, paradigma dominantă a istoricilor post-iluminiști este că învierea lui Isus a fost doar o experiență subiectivă.
Principalele surse ce descriu viața lui Isus sunt evangheliile canonice ale Noului Testament. Cele patru evanghelii din canonul Noului Testament sunt false atribuiri, autorii lor sunt anonimi, fiind atribuite în mod tradițional (dar inexact) lui Matei, Marcu, Luca și Ioan. Mai mult, cele patru evanghelii canonice nu au fost scrise de martori direcți la evenimentele relatate și nici măcar nu susțin că ar fi fost scrise de martori direcți la acele evenimente.
Conform credinței și tradiției religioase creștine, Isus Hristos este Mesia (unsul lui Dumnezeu) prevestit de profeții evrei ai Vechiului Testament. Atât că din punct de vedere al studiilor biblice nu e deloc evident că Vechiul Testament ar fi proorocit vreodată ceva despre Isus, iar puținele potriveli dintre biografia lui Isus din Noul Testament și imaginea lui Mesia din Vechiul Testament au fost inventate de creștinii deja convinși că Isus era Mesia. Alte potriveli provin din interpretarea drept proorocii ale unor versete care nu constituie profeții, sau ale unor versete care sunt proorocii, dar nu pomenesc cuvântul Mesia.
Evreii care îl așteptau pe Mesia erau convinși că el va fi un personaj măreț și dinamic care va executa voința lui Dumnezeu aici pe pământ, cum ar fi să-i înlăture de la putere pe inamicii lui Dumnezeu într-un măreț tur de forță. A fost Isus așa? El a fost tocmai pe dos — mai degrabă decât să fie un războinic puternic care să alunge romanii din Țara Făgăduită, Isus a fost un predicator itinerant care s-a nimerit să încalce legea și a fost torturat și crucificat cu duritate de către dușmanii lui Dumnezeu. El s-a aflat cel mai departe de a fi Mesia.

Încerc să exemplific studenților mei reacția instinctivă a celor mai mulți evrei din primul secol cărora li se spunea că Isus a fost Mesia. Închipuiți-vă că cineva v-ar spune că David Koresh a fost atotputernicul Fiu al lui Dumnezeu, Mântuitorul lumii. David Koresh? Individul din Waco care a fost omorât de FBI? Da, el este Domnul universului! Mă-ndoiesc.— Bart D. Ehrman, The lost Gospel of Judas Iscariot: a new look at betrayer and betrayed
Soteriologia creștină învață că răstignirea și moartea lui Isus, ca ofrandă rituală, urmată de Înviere și de Înălțarea la cer, au răscumpărat păcatele lumii, făcând posibilă mântuirea. Mama lui Isus este Maria, iar despre tatăl său creștinismul susține că este Dumnezeu Tatăl.
Sfântul Pavel credea că Sfântul Iosif l-a conceput pe Isus, „Iosif «nu a cunoscut-o pe» Maria «până când ea a dat naștere unui fiu»” (ea nu a rămas virgină, conform Sfântului Matei).
„Nașterea de către o virgină” se găsește doar în Evanghelia după Matei și Evanghelia după Luca — nu este menționată în Evanghelia după Marcu, nici în Evanghelia după Ioan, care îl prezintă pe Iosif drept tatăl lui Isus, nici de către Pavel, care afirmă că Isus era „născut din femeie” fără a menționa că femeia ar fi fost virgină.
Evangheliile lui Matei și Luca, precum și Evanghelia după Toma menționează ca loc al nașterii orașul Bethleem Efrata (Mt 1-2, Lc 1-2). Istoricii tind să considere așezarea Nazaret ca locul nașterii sale, dar nu s-a ajuns la un consens, aceasta fiind localitatea prezentată de autorii evangheliilor sinoptice drept „domiciliu al familiei sale” (Mc 6,1; Mt 13,54; Lc 2,39). O ipoteză este că mama lui Isus, pentru a ascunde rușinea produsă de sarcina nedorită, a fost trimisă într-o localitate apropiată, Betleemul Galileei (a nu se confunda cu Betleemul Iudeei). Se argumentează că Betleemul Iudeei nu poate fi luat în seamă din lipsă de dovezi arheologice că ar fi fost locuit în timpul lui Isus.
Pentru aproape toate confesiunile creștine (cu excepția unitarienilor, martorilor lui Iehova și mormonilor), Isus Hristos este una dintre cele trei persoane sau ipostaze ale Sfintei Treimi, celelalte două fiind Dumnezeu Tatăl și Sfântul Duh. Cele trei ipostaze ar avea aceeași substanță, cea a Dumnezeului unic, conform unor dogme care nu sunt acceptate de toți creștinii.
Pentru istoricii moderni este un loc comun că Isus însuși nu a pretins niciodată că ar fi Dumnezeu.

## Izvoare extrabiblice
Lipsa de relatări extrabiblice din epoca în care se pretinde că a trăit Isus Hristos, fac istoricitatea personajului nesigură pentru o minoritate de istorici. Majoritatea istoricilor care au studiat acest subiect consideră indubitabilă existența lui Isus ca persoană istorică.
De fapt, Isus a fost în timpul vieții lui un ilustru necunoscut.
Bart Ehrman, istoric al Noului Testament, afirmă că niciun izvor istoric păgân din primul secol al erei noastre nu scrie nimic despre Isus. Cu toate acestea, F.F. Bruce afirmă că este surprinzător cât de puține scrieri, comparativ vorbind, s-au păstrat din acei ani (primii 50 de ani după moartea lui Iisus). Există pasaje păgâne (greco-romane) care se referă la creștinism, prezente în operele a trei mari scriitori necreștini de la sfârșitul secolului I e.n. și începutul secolului al II-lea – Tacit, Suetoniu și Pliniu cel Tânăr. Totuși ele sunt în general referiri la creștinii timpurii și nu la Isus ca persoană istorică. Tacit în Anale, scrise în jurul anului 115, îl menționează pe Christus, fără prea multe detalii istorice. Există o referință obscură la un lider evreu numit „Chrestus” în Suetoniu. Conform lui Suetoniu, cap. 25, s-au produs la Roma, în timpul domniei împăratului Claudius, în jurul anului 50 „tulburări persistente... instigate de Chrestus”. Mențiunea din Faptele Apostolilor spune despre asta „După aceea [Pavel] a plecat din Atena și s-a dus la Corint. Acolo a întâlnit un iudeu; îl chema Acuila, era născut în Pont și venise de curând din Italia, împreună cu soția lui, Priscila (pentru că împăratul Claudiu poruncise ca toți iudeii să plece din Roma).”
Charles Guignebert (profesor de istoria creștinismului la Sorbona), în timp ce respingea ideea că Isus n-ar fi existat, afirma „toate așa-numitele izvoare istorice păgâne și iudaice, nu ne oferă nicio informație credibilă despre viața lui Isus, nici măcar nu ne asigură că el ar fi trăit vreodată.”
Ehrman rezumă problema surselor păgâne din secolul al II-lea astfel: Suetonius este prea ambiguu pentru a fi de folos, Pliniu arată ce credeau creștinii despre Isus, iar Tacit redă ce știau despre Isus înalții funcționari romani. Despre Testimonium Flavianum al lui Josephus, Ehrman afirmă că prezintă doar o importanță marginală în problema existenței istorice a lui Isus. Despre Talmud, Ehrman susține că nu conține mărturii istorice despre Isus.

### Rapoartele lui Pilat
F.F. Bruce afirmă că oamenii întreabă frecvent dacă s-a păstrat vreo înregistrare a raportului [lui Pilat] referitor la execuția lui Iisus. Răspunsul este categoric nu... Nu s-a păstrat nicio înregistrare oficială [...] a oricărui guvernator al Iudeii, referitor la orice problemă. Rar s-a păstrat vreun raport al vreunui guvernator al vreunei provincii romane [...] acestea erau documente efemere.
Cu toate acestea primii creștini cunoșteau despre existența unor rapoarte ale lui Pilat cu privire la Iisus. Iustin Martirul, în cca. 150 îl informa pe Antonius Pius despre împlinirea Psalmului 22:16: „Mi-au străpuns mâinile și picioarele”[...] că aceste lucruri s-au întâmplat poți afla din „Rapoartele” care au fost scrise sub Pilat din Pont. Iustin îi mai scrie împăratului că El a făcut aceste minuni, te poți convinge din „Rapoartele” lui Pilat din Pont.
Documentele din secolul I fiind rare, în secolul IV s-a încercat falsificarea acestor „Rapoarte” ale lui Pilat. Faptul că sunt false reiese și din faptul că sunt adresate lui Claudius, nu lui Tiberius.
Faptele lui Pilat (Evanghelia lui Nicodim) este o evanghelie apocrifă care zice despre sine că ar fi un document oficial scris de Pilat, un raport al evenimentelor din Iudeea către împăratul Tiberiu (ar fi fost astfel printre commentarii principis). El este comunicat de Iustin Martirul și Filozoful, în a sa Primă Apologie (c. 150) lui Antoninus Pius, Marcus Aurelius și Lucius Verus. El afirma că pretențiile proprii asupra crucificării lui Isus și a unor miracole puteau fi probate prin a verifica documentele oficiale, și anume „Faptele lui Ponțiu Pilat”. Cu excepția lui Tertullian, niciun alt scriitor bisericesc nu ar fi menționat lucrarea respectivă, iar Tertullian afirma că Tiberiu a dezbătut detaliile vieții lui Isus în fața Senatului roman, eveniment confirmat de Eusebiu din Cezareea și de asemenea susținut de traducerea din Apologia lui Tertullian a scriitorului britanic William Reeve. Există un apocrif târziu cu acest nume și deși se crede în general că acesta a fost inspirat de referirea lui Iustin la el (datând prin urmare ulterior Apologiei sale) este posibil ca Iustin să fi menționat acest text, deși asta ar data lucrarea neobișnuit de devreme, prin urmare nu este o identitate ușor de stabilit.

### Tacit

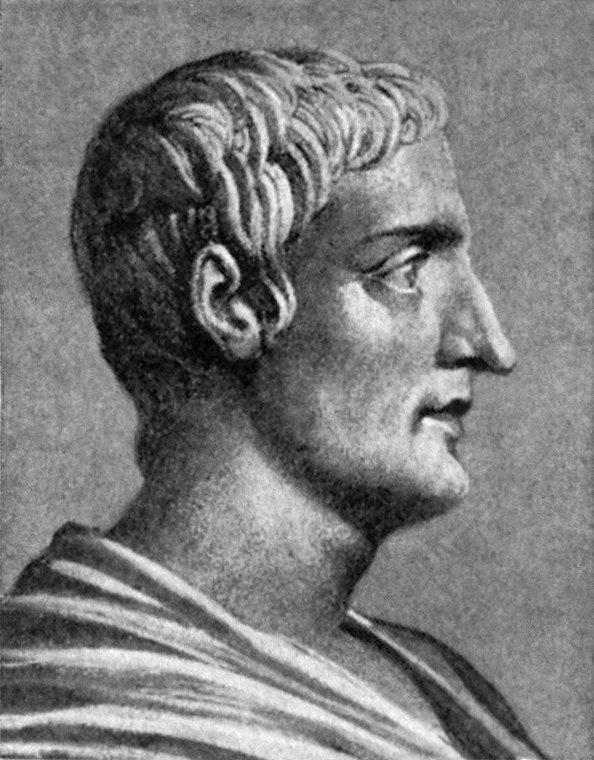
Tacit

Tacit (56 - 117 e.n, chestor, pretor, consul, senator, istoric roman) scrie în Anale:
Dar nici efort uman, nici mărinimia împăratului, nici înduplecarea zeilor nu a pus capăt scandaloasei idei potrivit căreia incendiul ar fi fost ordonat. De aceea, ca să pună capăt zvonului, Nero a aruncat vina pe alții și i-a pedepsit în cele mai neobișnuite feluri pe cei urâți pentru faptele lor rușinoase, pe care mulțimea îi numea « creștini ». Fondatorul acestui nume, Hristos, a fost executat de procuratorul Ponțiu Pilat în timpul domniei lui Tiberiu. Ținută în frâu pentru un timp, superstiția mortală a erupt nu numai în Iudeea, originea acestui rău, ci și în orașul [Roma], unde toate lucrurile oribile și rușinoase se întâlnesc unul cu altul și câștigă adepți. De aceea, cei care au recunoscut că au aderat la creștinism au fost arestați, apoi, pe baza informațiilor date de ei, o mare mulțime a fost osândită, nu atât pentru crima de a fi pus foc, cât pentru ura față de rasa umană. Sfârșitului lor a fost adăugată derâderea: acoperiți cu piei de animale sălbatice, erau sfâșiați până la moarte de câini; sau erau crucificați, iar când ziua se termina li se dădea foc ca să servească în chip de torțe.
Unii afirmă că textul reprezintă o interpolare, aducând următoarele argumente:
Prima menționare a acestui pasaj ar fi apărut în secolul al XV-lea, deși până atunci o serie lungă de istorici creștini au abordat perioada persecuției creștinilor sub Nero. Dar Tertulian, Lactanțiu, Severus, Eusebiu din Cezareea și Augustin nu fac nicio referință la pasaj.
Alții afirmă însă că Sulpicius Severus (363 - 420 d. Hr.), aristocrat și senator roman, dedicat ulterior unei cariere ecleziastice, a reprodus aproape cu exactitate fraza în cauză (nemenționându-l însă pe Tacit), evident înainte de secolul al XV-lea. Aceiași autori subliniază că lipsa menționării acestui pasaj de către apologeții creștini timpurii este un argument al tăcerii, care nu ar indica în mod direct că pasajul nu a existat în timpurile lor. Se argumentează de exemplu că nici Pliniu cel Bătrân (23 - 79 e.n.) nu-l citează pe Strabon (64 î.e.n - 23 e.n), ceea ce nu duce la concluzia că Strabon nu ar fi autorul lucrării Geographia.
O posibilă explicație a tăcerii ar fi că apologeții timpurii au evitat menționarea faptului că creștinii au fost acuzați de a fi dat foc Romei, ca să nu stârnească formularea unor învinuiri noi din partea celor care combăteau creștinismul, și anume că creștinii ar fi fost într-adevăr autorii incendiului și că ar fi avut obiceiul să incendieze orașe.
Pe de altă parte, referitor la tăcerea lui Tertulian, în lucrarea lui Apologeticus toate citatele din Tacit provin din lucrarea lui Tacit Istoriile și niciunul din Anale, ceea ce ar putea sugera că Tertulian nu dispunea de lucrarea Anale.
În ceea ce privește tăcerea lui Eusebiu (episcop al Cezareei, Palestina), se argumentează că, fiind vorbitor de elină (lucrările lui sunt scrise în elină), este posibil să nu fi fost familiar cu scrierile lui Tacit, scrise în latină.
Un alt argument în favoarea ideii că pasajul ar fi o interpolare este că vorbește despre un Hrist, care înseamnă Mântuitor, fără a preciza care anume: prin Hrist nu se face precizarea dacă este vorba de un oarecare Isus. Un contraargument ar fi că, oricum, fiind vorba de Hristosul creștinilor, identificarea sa ca Isus este evidentă, din moment ce creștinii mărturisesc că au un Mântuitor unic, pe Isus Hristos. Se mai argumentează că Tacit, chiar dacă ar fi cunoscut numele Isus, nu l-ar fi menționat în text, deoarece el arată că denumirea „creștin” provine de la Hristos.
Se mai argumentează (de data aceasta renunțându-se la ideea că pasajul ar fi o interpolare) că, atunci când tratează istoria personajului întemeietor, Hristos, Tacit o face reluând ce spuneau creștinii despre el, însă nu din cercetare proprie sau surse oficiale, întrucât comite eroarea de a-i atribui lui Ponțiu funcția de procurator, în timp ce el a fost prefect.
Un contraargument susține că, dimpotrivă, nimic din text nu permite să se ajungă la această interpretare. De remarcat că Tacit este considerat cel mai de frunte istoric al Romei, egalul - dacă nu superiorul - lui Tucidide; Encyclopædia Britannica opinează că el „se situează fără tăgadă în cel mai înalt loc printre oamenii literelor din toate timpurile”. Tacit era un cercetător meticulos, care consulta frecvent documentele scrise și surse multiple. Astfel, se argumentează că atunci când face o afirmație care nebazată pe vreo sursă documentară, ci pe auzite și alegații, Tacit indică acest lucru folosind cuvintele dicunt sau ferunt, ceea ce nu se întâmplă în acest pasaj în care prezintă execuția lui Hristos din timpul guvernării lui Pilat drept un fapt.
Prezentarea lui Pilat ca procurator și nu prefect este într-adevăr o greșeală, deși una minoră (argumentează unii), devreme ce abia după anul 44 d. Hr., după moartea regelui Irod-Agrippa I, guvernatorii romani ai provinciei au avut titlul de procuratori, în locul aceluia de prefecți, în uz până în anul 41 d. Hr. (Pilat din Pont și-a încheiat cariera de prefect în anul 36 d. Hr.).
Majoritatea specialiștilor consideră autentic pasajul. În plus stilul și conținutul capitolului este tipic pentru Tacit, pasajul se încadrează bine în context, iar pasajul reprezintă încheierea necesară întregii discuții despre incendierea Romei. Ceea ce ar explica faptul că acest pasaj nu este înlăturat din nicio ediție modernă a Analelor lui Tacit. De exemplu R. E. Van Voorst a observat că ar fi fost improbabil ca niște creștini să fi interpolat ulterior „astfel de remarci care defăimează creștinismul”. John P. Meier susține că nu există vreo dovadă istorică sau arheologică pentru a susține că un scrib ar fi introdus pasajul în text.
Specialiștii nu au căzut de acord despre ce dovedește acest pasaj, deoarece Tacit nu divulgă sursa acestor informații.
- Descrierea peiorativă a reprimării creștinismului (de exemplu numindu-l superstiție) arată că ar fi improbabil să fie bazat pe afirmații pe care creștinii le-ar fi făcut față de Tacit.
- Despre Tacit se știe că s-a bazat pe multe surse anterioare, care sunt acum pierdute, pentru a scrie Analele și ar fi putut folosi surse oficiale din arhivele romane în acest caz; totuși dacă Tacit ar fi copiat din surse oficiale, unii specialiști s-ar aștepta ca el să-l fi etichetat corect pe Pilat drept prefect și nu drept procurator.[106]

Bart D. Ehrman scria: „Relatarea lui Tacit confirmă ceea ce știm din alte surse, și anume că Isus a fost executat la ordinul guvernatorului roman al Iudeii, Ponțiu Pilat, in timpul domniei lui Tiberiu.” Într-adevăr, Charles Guignebert a argumentat „Atât timp cât există posibilitatea ca [Tacit să fi oferit pur și simplu ecoul a ceea ce afirmau creștinii], pasajul rămâne lipsit de valoare”. R. T. France conchide că pasajul lui Tacit este la modul cel mai optimist o repetare a ceea ce auzise de la creștini.
Gerd Theissen și Annette Merz conchid că Tacit ne oferă o descriere a prejudecăților în vogă despre creștinism și prea puține detalii precise despre „Christus” și creștinism (a căror sursă rămâne neclară): Christus era un evreu și un infractor executat de Ponțiu Pilat; el a întemeiat o nouă mișcare religioasă în Iudeea care era numită creștinism, iar aceasta s-a răspândit prin toată Roma în timpul domniei lui Nero.

### Pliniu cel Tânăr
Pliniu cel Tânăr (cca. 61 - cca. 112), guvernatorul provincial al Pontului și Bitiniei, i-a scris Împăratului Traian în jurul anului 112, referitor la cum trebuie să procedeze cu creștinii, care refuzau cultul imperial al adorării împăratului, adorându-l in schimb pe „Christus”.
Cei care negau că ar fi sau că ar fi fost creștini atunci când invocau zeii prin cuvintele repetate după mine, făceau rugăciuni și ofereau vin și tămâie imaginii dumneavoastră, imagine care am ordonat să fie adusă în acest scop împreună cu statuile zeilor și care în plus îl blestemau pe Hristos — lucru despre care se spune că niciunul din cei cu adevărat creștini nu poate fi silit să-l facă — aceștia am gândit că pot fi eliberați. Alții din cei numiți de informator au declarat că erau creștini, dar apoi au negat, susținând că au fost astfel dar au încetat să mai fie astfel, unii în urmă cu trei ani, alții în urmă cu mulți ani, chiar și cu douăzecișicinci de ani în urmă. Toți aceștia s-au închinat la imaginea dumneavoastră, la statuile zeilor și l-au blestemat pe Hristos.
Charles Guignebert, care nu avea îndoieli că Isus a trăit în secolul I în Galileea, respinge scrisoarea drept izvor istoric: „Numai cea mai mare credulitate ar putea considera această aserțiune drept dovadă pentru istoricitatea lui Isus.”

### Suetoniu
Gaius Suetoniu Tranquillus (c. 69–140) a scris următoarele în a sa lucrare Viețile celor doisprezece Cezari, referindu-se la răscoale care au izbucnit în comunitatea evreiască de la Roma în timpul domniei împăratului Claudius:
Deoarece evreii se țineau în mod constant de a face tulburări, instigați fiind de Chrestus, el [Claudius] i-a expulzat pe ei din Roma.
Evenimentul a fost consemnat în Faptele Apostolilor 18:2-31. Termenul Chrestus apare de asemenea în unele texte ulterioare referitoare la Isus, iar Robert Graves, printre alții, o consideră drept variantă a cuvântului Hristos sau cel puțin o rezonabilă eroare de scriere. Pe de altă parte, cuvântul Chrestus era un nume destul de comun, în special pentru sclavi, însemnând bun sau util. Cu privire la persecutarea evreilor în vremea la care se referă pasajul, Jewish Encyclopedia afirmă: „... în anii 49–50, ca urmare a disensiunilor dintre ei cu privire la venirea lui Mesia, le-a fost interzis să mai participe la servicii religioase. Liderii acestei controverse și mulți alți cetățeni evrei au părăsit orașul”.
Altă posibilitate referitoare la de ce Chrestus nu ar fi fost aceeași persoană cu Hristos se bazează pe faptul că Suetoniu se referă la evrei și nu la creștini în acest pasaj, chiar dacă în a sa lucrare Viața lui Nero el demonstrează că era la curent cu existența acestei secte. O soluție a acestei probleme se află totuși în faptul că creștinii timpurii nu se distanțaseră de originea lor evreiască. Chiar trecând cu vederea aceste obiecții, pasajul acesta oferă prea puține informații despre Isus însuși.

### Josephus

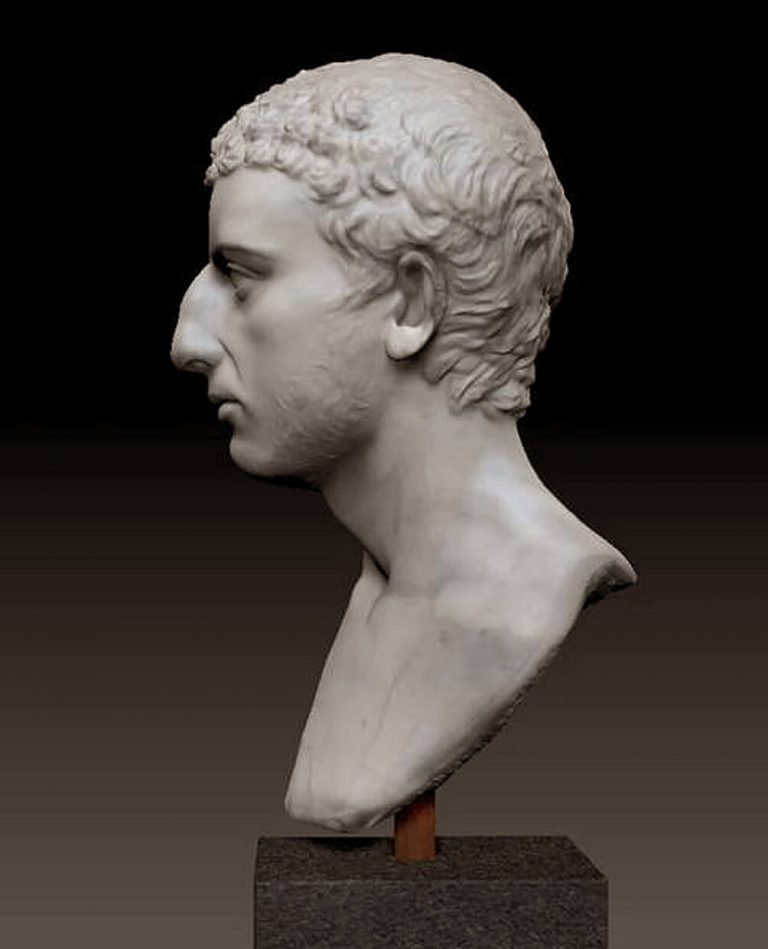
Bust atribuit lui Josephus

Josephus (37 - 100 e.n, supraviețuitor al conflictului romano-iudeu, devenit cetățean roman, istoric evreu) scrie în lucrarea sa Antichități iudaice (21 volume, terminată în ultimul an al domniei împăratului Domițian):
Și acum Cezar, auzind de moartea lui Festus, l-a trimis pe Albinus în Iudeea, ca procurator. Dar regele l-a destituit pe Iosif din funcția de mare preot, și l-a investit ca succesor pe fiul lui Ananus, pe care-l chema tot Ananus. Relatarea spune că acest Ananus senior se dovedise a fi un om foarte norocos pentru că avea cinci fii, care toți au deținut funcția de mare preot, funcție pe care el însuși o deținuse mult timp, situație nemaiîntâlnită în cazul niciunui alt mare preot al nostru. Dar acest Ananus junior, care, după cum spusesem mai înainte, a primit marea preoție, era un om îndrăzneț din fire și foarte insolent; făcea parte de asemenea din tabăra Saducheilor, care sunt foarte rigizi în a-i judeca pe încălcătorii de lege, cei mai rigizi dintre toți iudeii, așa cum am văzut; de aceea, când Ananus se văzuse ajuns în această poziție, gândi că acum are ocazia [să-și exercite autoritatea]. Festus era mort, iar Albinus era pe drum; așa că a convocat sanhedrinul judecătorilor, și l-a adus în fața lor pe fratele lui Isus, care era numit Hristos, și al cărui nume era Iacob și pe alții [sau pe tovarășii lui]; și, după ce a formulat acuzații împotriva lor ca fiind călcători ai legii, i-a dat să fie pietruiți: dar în ceea ce-i privește pe cei mai cinstiți dintre cetățeni, sensibili la încălcări ale legii, nu le-a plăcut ceea ce se făcuse; ei au trimis [solie] la rege [Agrippa], dorind să-l roage să îi transmită lui Ananus ca să nu mai acționeze în acest fel, pentru că ceea ce făcuse nu se putea justifica; unii dintre ei au plecat să-l întâlnească pe Albinus, el călătorind de la Alexandria, și l-au informat că Ananus a comis o ilegalitate convocând sanhedrinul fără consimțământul lui.
Unii consideră că pasajul conține o interpolare: „care era numit Hristos”. Aceasta ar schimba total natura și valoarea relatării, dacă ar fi interpolare; unii comentatori nu o consideră autentică. Specialiștii în general au considerat însă pasajul de mai sus drept autentic.
Alt pasaj, denumit Testimonium Flavianum din aceeași scriere a lui Flavius Josephus vorbește de „Hristos”, însă este considerat drept interpolare din cauza limbajului (conține cuvinte nefolosite de Josephus și care în plus ar indica că Josephus ar fi fost creștin, ceea ce nu corespune realității). Însă un studiu recent argumentează că o variantă în limba greacă a acestei propoziții exista în sec. al IV-lea: „Se credea despre el că era Hristosul”. Astfel, se presupune că textul original conținea o referință la Hristos, care mai târziu a fost exagerată de copiști, rezultând forma actuală.
Despre Flavius Josephus se presupune că a scris acest fragment, numit Testimonium Flavianum, care este subiectul unor dezbateri între istorici. Astfel, Louis H. Feldman a numărat 87 de articole pe această temă, scrise între 1937 și 1980, „a căror covârșitoare majoritate contestă integral sau parțial autenticitatea acestuia”. Totuși dr. Géza Vermes arată că o examinare amănunțită a pasajului demonstrează că în cea mai mare parte este limbajul tipic al lui Josephus, ceea ce nu numai că susține ipoteza că Josephus a scris despre Isus, ci și ajută la stabilirea părților din fragment ce pot fi considerate autentice.
Origene remarcase că Josephus nu credea că Isus ar fi Hristosul. Cercetătorii care cred că Testimonium Flavianum este autentic nu sunt numeroși, însă cei mai mulți cercetători cred că unele cuvinte din fragment au fost scrise de Josephus, deoarece redactarea este parțial în stilul lui Josephus. Shlomo Pines și alți câțiva cercetători au afirmat că versiunea Testimoniului, scrisă în sec. X de un istoric arab, Agapius din Manbij, se apropie mai mult de ce a scris Josephus, similitudinile dintre pasaje indicând că un autor creștin a eliminat mai târziu tonul circumspect al lui Josephus, făcând și interpolări.
Alții au afirmat că textul lui Agapius este sigur o parafrază după Testimonium din traducerea siriacă a lui Eusebiu din Cezareea a lucrării Historia ecclesiastica și că Testimoniul siriac al lui Mihail Siriacul, care de asemenea provine din Historia Ecclesiastica în siriacă, împreună cu traducerea latină a lui Ieronim sunt cele mai importante mărturii ale pasajului lui Josephus despre Isus.

### Mara bar Sarapion
Mara (fiul lui Sarapion) a fost un filosof stoic din provincia romană Siria. Cândva între 73 e.n. și secolul al III-lea, Mara a scris o scrisoare fiului său (de asemenea numit Sarapion) care ar putea conține o referință timpurie necreștină la crucificarea lui Isus.
Scrisoarea se referă la nedreptățile comise față de „trei oameni înțelepți”: uciderea lui Socrate, arderea lui Pitagora și executarea „regelui înțelept” al evreilor. Autorul explică: în toate aceste cazuri nedreptățile au rezultat în pedepse viitoare trimise de Dumnezeu celor responsabili pentru ele și că atunci când înțelepții sunt oprimați, nu doar că înțelepciunea lor va triumfa în cele din urmă, dar Dumnezeu îi pedepsește pe opresorii lor.
Scrisoarea nu include teme creștine și se presupune că autorul ei era un păgân. Unii cercetători văd referirile la executarea „regelui înțelept” al evreilor drept o referire timpurie la Isus. Criteriile care susțin originea necreștină a scrisorii includ observația că „regele evreilor” nu era un titlu creștin și că premiza ei că Isus trăiește in continuare prin înțelepciunea învățăturilor sale e în contradicție cu ideea că Isus continuă să trăiască prin înviere.
Cercetători cum ar fi Robert Van Voorst nu au dubii că referința la executarea „regelui evreilor” se referă la moartea lui Isus. Alții, cum ar fi Craig A. Evans nu acordă importanță scrisorii, date fiind datarea ei incertă și posibila ambiguitate a referinței cuprinse în ea.

### Alții
Thallus, despre care se știu prea puține, a scris o istorie a războiului troian în 109 î.e.n., conform lui Eusebiu. Nu dispunem de nicio operă a lui Thallus. Există o referință la faptul că Thallus a scris despre evenimente ulterioare anului 109 î.e.n. Iulius Africanus, scriind în jurul anului 221 e.n., în timp ce scrie despre crucificarea lui Isus îl menționează pe Thallus astfel:
Asupra întregii lumi s-a abătut un întuneric înfricoșător, iar stâncile și multe zone din Iudeea și alte regiuni s-au prăbușit. Acest întuneric este numit de Thallus, în a treia sa carte a Istoriei, drept o eclipsă de Soare (mi se pare mie că fără temei).— Iulius Africanul
Lucian din Samosata, un satirist din Siria din al doilea secol al erei noastre, scrie în limba greacă:
Creștinii, vedeți voi, adoră un bărbat până în ziua de azi — un distins personaj care a inițiat noile lor ritualuri, fiind crucificat pe chestia asta… Vedeți voi, aceste creaturi rătăcite încep prin a crede total convinși că sunt mereu nemuritori, ceea ce explică disprețul lor pentru moarte și sacrificarea lor voluntară, lucruri des întâlnite printre ei, iar apoi sunt convinși de dătătorul lor de lege că sunt frați între ei, începând cu momentul convertirii, renegând zeii Greciei și adorându-l pe înțeleptul lor crucificat, trăind după legile sale.— Lucian
Celsus scria în jurul anului 180 o carte contra creștinilor, care este azi cunoscută numai datorită respingerii ei scrisă de către Origen. Se pare că Celsus îl acuza pe Isus de a fi un scamator și un vrăjitor și este citat de Origen ca afirmând că Isus era „un simplu muritor”. F. F. Bruce observa că Celsus, în încercarea sa de a-l discredita pe Isus, a încercat să-i explice miracolele mai degrabă decât să susțină că ele nu au avut loc niciodată. După Celsus și Toledot Yeshu, tatăl lui Isus ar fi Iosif Pandera, identificat cu persoana istorică a soldatului roman de origine feniciană Tiberius Iulius Abdes Pantera, a cărui statuie se află la Karl-Gelb-Museum din Bad Kreuznach.

## Teorii asupra lui Isus cel istoric
Cercetătorii îl văd pe Isus cel istoric ca fondatorul și liderul unei mișcări de restaurație din cadrul iudaismului. Ei văd o continuitate între mișcarea pornită de Isus și religia care va ajunge să se definească drept Biserica creștină.
Printre cercetările contemporane se află așa-numita „a treia căutare” a lui Isus cel istoric. Reprezentanți importanți ai acestei căutări sunt E.P. Sanders, Geza Vermes, Gerd Theissen și John Dominic Crossan. În cercetare s-au conturat diverse curente, funcție de viziunea lor asupra ideii că Isus ar fi vestit Împărăția lui Dumnezeu ca venind iminent, o victorie pământească apocaliptică a lui Dumnezeu sau dimpotrivă ca ceva interior, care se manifestă în și prin credincioși. Ultima viziune, cea neapocaliptică era dominantă în cercetarea nord-americană. Totuși, opera lui Bart Ehrman a argumentat că Isus era un evreu apocaliptic. Acum acest punct de vedere este foarte popular în marile universități din America de Nord.

### Întemeietor de religie
Ideea că Isus a întemeiat în mod conștient o nouă religie este disputată. Onoarea de a fi întemeiat creștinismul poate reveni Mariei Magdalena, deoarece a fost prima persoană care a avut ideea că Isus a înviat, sau apostolului Pavel, care a pus bazele dogmatice ale noii religii și a reformat-o din mică sectă a iudaismului în religie de anvergură mondială.

### Profet apocaliptic

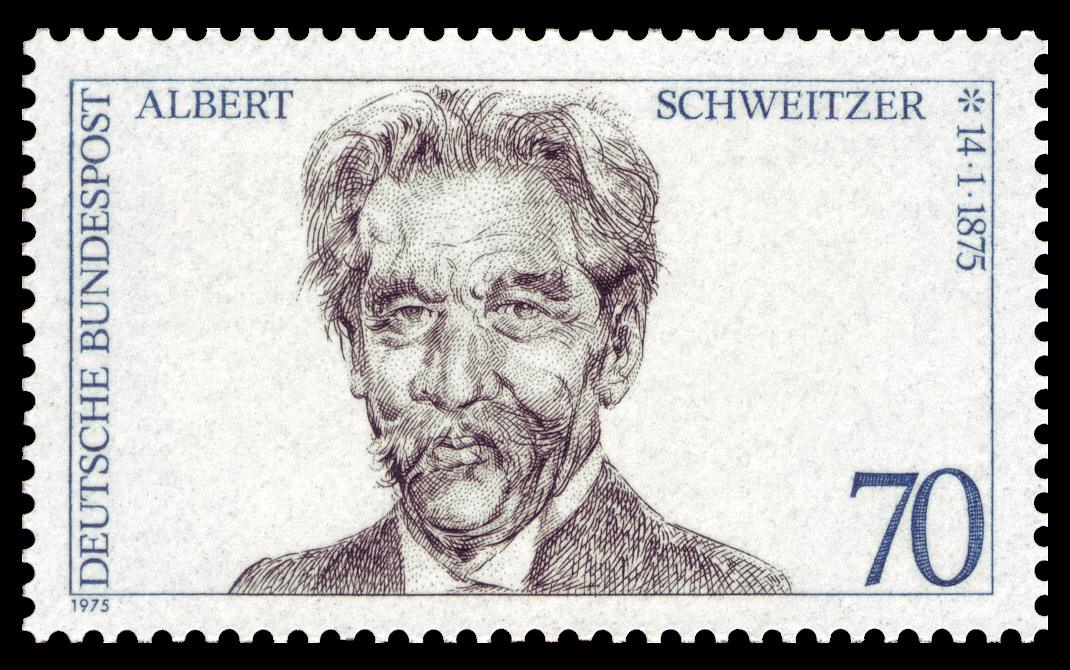
Albert Schweitzer, istoric, teolog, misionar, medic, umanitarist

Evangheliile îl prezintă pe Isus drept profet apocaliptic, fiind descris de el însuși și de alții drept Fiul Omului – tradus ca Fiul Omenirii – și ca aducând restaurarea Israelului. Isus ca Fiul lui Dumnezeu, o etichetă folosită de el însuși și de alții, trebuia să domnească peste acest regat ca Domnul celor Doisprezece Apostoli, ei fiind judecătorii celor douăsprezece triburi ale lui Israel.
Albert Schweitzer a arătat că Isus a fost un profet apocaliptic, pregătindu-și neamul pentru apropiatul sfârșit al lumii. De fapt Schweitzer Îl vedea pe Isus drept un fals Mesia, a cărui etică era potrivită doar pentru scurtul timp dinaintea Apocalipsei. Mulți istorici sunt de acord că Isus a fost un profet apocaliptic, cu precădere Paula Fredriksen, Bart Ehrman și John P. Meier. E. P. Sanders îl prezintă pe Isus ca așteptând să preia funcția de „vicerege” în Împărăția lui Dumnezeu, el fiind situat peste cei Doisprezece Ucenici, care vor judeca cele douăsprezece triburi, dar sub Dumnezeu. El conchide însă că Isus pare să fi respins titlul de Mesia și consideră că nu e sigur că Isus s-a descris pe sine când se referea la venirea Fiului Omului pe norii cerurilor, în calitate de judecător divin, considerând că referințele biblice la Fiul Omului care suferă nu sunt autentice.
Un loc comun la istoricii Noului Testament este că Isus nu a pretins niciodată că el ar fi Dumnezeu.

### Înțelept

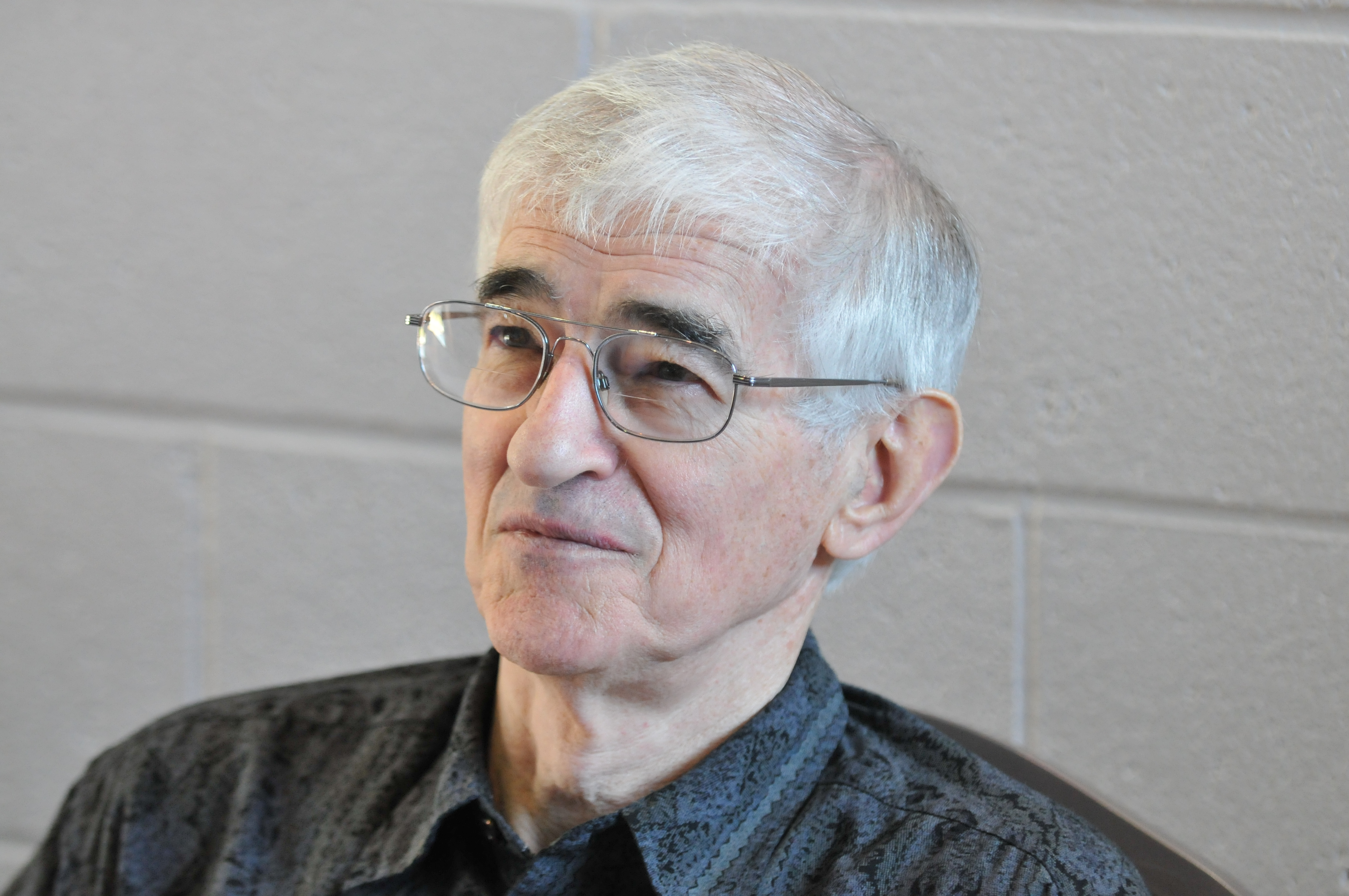
John Dominic Crossan, cercetător al religiei, istoric, fost preot catolic

Acest punct de vedere era odată cel mai popular în cercetarea nord-americană, și anume că Isus nu profețea o Apocalipsă iminentă.
Istoricii asociați cu Jesus Seminar, cum ar fi John Dominic Crossan, aderă în mod obișnuit la acest punct de vedere. Ei resping ideea că Isus ar fi fost apocaliptic, afirmând că regatul prezis era deja prezent și accesibil tuturor evreilor. Crossan subliniază că mișcarea lui Isus nu avea un conducător, cum avea mișcarea lui Ioan Botezătorul care-l alesese pe Ioan drept conducătorul lor. Pentru Crossan, Isus chema oamenii să Îl imite și călătorea ca predicator ambulant. Eshatologia lui Isus este una de acțiune personală și transformare socială, ca cea a lui Gandhi, mai degrabă decât să fie apocaliptică. Acești cercetători explică afirmații eshatologice ale lui Isus ca fiind adaosuri ulterioare făcute de creștini la textele biblice, cel mai probabil ele fiind făcute de adepții lui Ioan Botezătorul (care profețea într-adevăr o apocalipsă iminentă), adepți care s-au alăturat ceva mai târziu mișcării lui Isus.
Marcus Borg consideră că trei cincimi până la trei sferturi din cercetătorii nord-americani angajați în mod activ în cercetări asupra lui Isus nu mai acceptă punctul de vedere apocaliptic. Mai mulți alți autori afirmă: consensul în literatura teologică de azi este că Isus nu considera Împărăția lui Dumnezeu drept un viitor eveniment apocaliptic, ci ca o mișcare către o eshatologie etică fără sfârșit.

### Fiul lui Dumnezeu

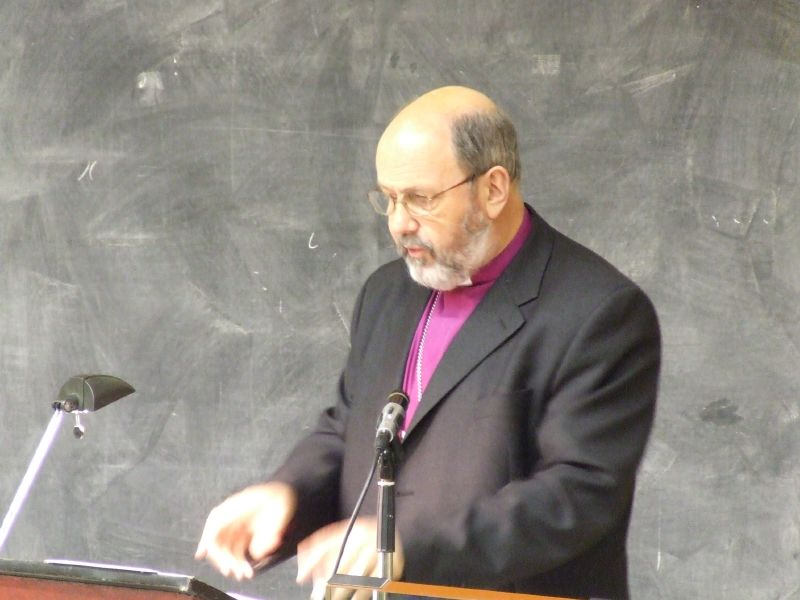
N.T. Wright la o conferință din decembrie 2007

Anumiți cercetători, cum ar fi N. T. Wright (Episcop de Durham) și Luke Timothy Johnson, apără istoricitatea viziunii tradiționale asupra lui Isus ca Fiul lui Dumnezeu care a murit pentru păcatele noastre. Ei cer ca cercetătorii să fie mai atenți cu ceea ce afirmă că ei cunosc despre antichitate, și nu văd o problemă în a accepta relatările tradiționale despre evenimente miraculoase, cum ar fi Învierea lui Iisus, care nu pot fi nici confirmate nici respinse de metoda istorică.

### Isus drept personaj al unui mit

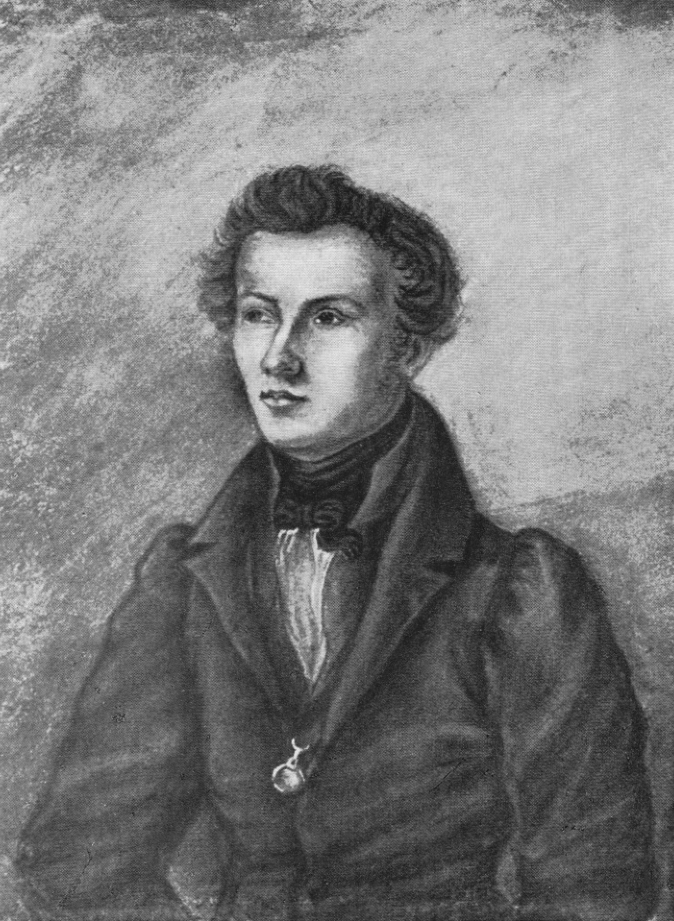
Bruno Bauer, istoric, filosof

Existența lui Isus ca persoană istorică reală a fost pusă la îndoială de unii cercetători ai Bibliei și de unii istorici: printre primii dintre ei au fost Constantin-François Volney și Charles François Dupuis în secolul al XVIII-lea și Bruno Bauer în secolul al XIX-lea. Fiecare dintre aceștia susținea că Isus a fost un personaj în care au fuzionat mitologii anterioare, iar Volney credea că amintiri confuze ale unei persoane istorice obscure, existente în mod real, au fost integrate în mitologia solară deja existentă.
Viziunile cercetătorilor care respingeau complet istoricitatea lui Isus au fost rezumate în lucrarea lui Will Durant Caesar and Christ, publicată în 1944. Respingerile lor erau bazate pe susținerea că nu au existat martori direcți, lipsa de dovezi arheologice, faptul că lucrările antice nu-l menționează pe Isus și asemănări între creștinism și religiile și mitologiile din vremea respectivă.
Mai recent au fost discutate argumente pentru anistoricitatea lui Isus de către George Albert Wells, Earl Doherty (The Jesus Puzzle, 1999), Timothy Freke și Peter Gandy (The Jesus Mysteries) și de Robert M. Price, ideea fiind popularizată la începuturile secolului XXI de către scriitori reprezentând mișcarea Noul ateism.
Cercetarea acceptată pe larg nu numai că respinge teza mitului, dar și identifică defecte metodologice serioase în această abordare. Ca atare, profesorul de teologie James Dunn descrie teza lui Isus drept mit ca „o teză complet decedată”. Lucrul nu este de mirare din moment ce majoritatea istoricilor care studiază viața lui Isus ca persoană istorică sunt teologi creștini.
Asta nu înseamnă ceea ce se susține atât de adesea, cu regularitate alarmantă, și anume că Isus n-ar fi existat niciodată. El a existat cu siguranță, așa cum aproape orice cercetător competent al antichității, creștin sau necreștin, este de acord, bazându-se pe dovezi clare și sigure. Dar la fel ca majoritatea persoanelor care au trăit și murit în primul secol, nu apare în documentele poporului roman.— Bart D. Ehrman, Forged: Writing in the Name of God—Why the Bible’s Authors Are Not Who We Think They Are.

### Alte păreri

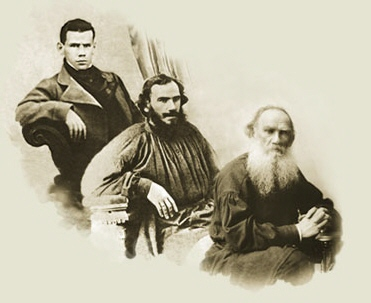
Lev Tolstoi (scriitor, teolog, anarhist) la tinerețe, maturitate, bătrânețe

Sunt multe alte interpretări despre Isus. Cele mai importante sunt cele care îl văd drept revoluționar, profet al schimbării sociale și mistic spiritual, de ex. Marcus Borg. De fapt, una din critici este că această căutare a lui Isus cel istoric este că fiecare generație îl vede pe Isus conform emoțiilor morale din epoca respectivă.
Constantin Brunner îl prezintă drept o întrupare a geniului. Morton Smith a argumentat că Isus ar fi cel mai bine înțeles ca magician, o viziune bazată pe prezentarea lui Isus în sursele evreiești ulterioare acestuia. În lumina reprezentărilor talmudice ale unor figuri evreiești ca Hanina ben Dosa și Honi Desenatorul de Cercuri, Geza Vermes îl vede pe Isus drept om sfânt, pios și carismatic, ceea ce se numește de obicei „hasid”. Marxiștii îl văd pe Isus ca precursor al comunismului, deoarece conform cu Apostolilor 2:44 și Apostolilor 4:32-5:12 apostolii au fondat o societate comunistă. Faptul că apostolii au fondat o societate bazată pe comunism voluntar (un fel de falanster avant la lettre) este confirmat de istorici și teologi care nu au fost comuniști. Lev Tolstoi îl vedea pe Isus drept precursor al anarhismului creștin; deși Tolstoi nu a utilizat termenul de „anarhism creștin” în Împărăția lui Dumnezeu e înlăuntrul vostru, recenziile cărții publicate în 1894 au folosit acest termen.
Un articol din anul 2012 a propus ideea că Avraam, Moise, Isus și apostolul Pavel au avut probleme psihiatrice asociate cu simptomele din spectrul psihozelor.
Pentru cercetătorii moderni ai religiei este un loc comun că Isus nu a fost creștin.

## Sexualitatea lui Isus
Articol principal: Sexualitatea lui Isus din Nazaret
În ceea ce privește sexualitatea, mai exact orientarea sexuală, lui Isus, înțelegerea tradițională a bisericilor și teologilor creștini este că Isus nu s-a căsătorit și a rămas celibat până la moartea sa. Asta nu a împiedicat speculațiile despre teoriile alternative și deseori ignorate ale sexualității sale. Evangheliile și Noul Testament dezvăluie puțin despre acest subiect. 
Se speculează că fie Isus ar fi fost homosexual, bisexual sau asexual. Totuși, dacă printre cei 12 apostoli s-ar fi numărat un homosexual, am fi avut cel puțin din punct de vedere statistic o oglindire a societății, conform datelor demografice din ziua de astăzi privind orientarea sexuală. Trebuie să înțelegem că o orientare homosexuală în lumea iudaică însemna pedeapsa cu moartea. Era strict interzisă de cultura și societatea iudaică pentru acele vremuri.
Evanghelia după Ioan face referiri la ucenicul pe care Iisus îl iubea (Ioan 13:23, 19:26, 21:7–20), o bucată mică de text care nu apare în Evangheliile sinoptice. În text, acest discipol iubit este prezent la răstignirea lui Isus, împreună cu mama lui Isus, Maria. 

### Heterosexualitatea lui Isus
Evanghelia non-canonică după Filip (datând din jurul secolului al treilea) descrie relația lui Isus cu Maria Magdalena folosind variante copte ale limbii grecești antice κοινωνω (koinōnos). Această lucrare folosește corelații de koinōnos și echivalente copte pentru a se referi la împerecherea literală a bărbaților și femeilor în căsătorie și act sexual, dar și metaforic, referindu-se la un parteneriat spiritual și la reunificarea creștinului gnostic cu tărâmul divin. 
Ehrman (un savant al Noului Testament grec și al creștinismului timpuriu) spune că întrebarea pe care oamenii o pun cel mai des este dacă Maria Magdalena și Iisus din Nazaret s-au căsătorit între ei (după ce afirmația a fost popularizată în romanul Codul lui Da Vinci): Nu este adevărat că Manuscrisele de la Marea Moartă conțineau Evanghelii care discutau despre Maria și Isus. [...] Nici nu este adevărat că căsătoria dintre Maria și Isus este discutată în mod repetat în Evangheliile care nu au ajuns să fie incluse în Noul Testament. De fapt, nu se discută deloc - niciodată menționată, nici măcar o dată. [...] Nu este adevărat că Evanghelia după Filip o numește soție pe Maria. 

### Homosexualitatea lui Isus
Evanghelia după Ioan face referiri la ucenicul pe care Iisus îl iubea (Ioan 13:23, 19:26, 21:7–20), o frază care nu apare în Evangheliile sinoptice . În text, acest discipol iubit este prezent la răstignirea lui Isus, împreună cu mama lui Isus, Maria.
Ucenicul pe care Iisus îl iubea poate fi o auto-referire a autorului Evangheliei (Ioan 21:24), în mod tradițional privit ca Ioan Apostolul. Rollan McCleary, autorul volumului Signs for a Messiah, consideră că această identificare ar face fraza extrem de semnificativă. În Evanghelia după Ioan regăsim paragrafele, traduse conform vocabularului contemporan:

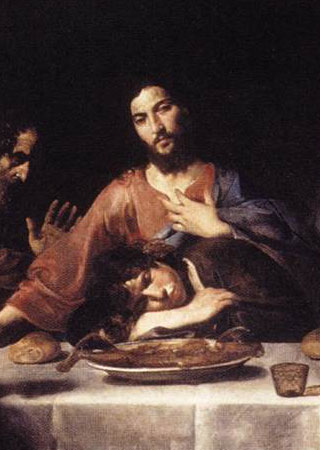
Isus și Ioan la Cina cea de Taină, de Valentin de Boulogne

21:7 Atunci ucenicul pe care-l iubea Isus a zis lui Petru: „Este Domnul!” Când a auzit Simon Petru că este Domnul, și-a pus haina pe el și s-a încins, căci era dezbrăcat, și s-a aruncat în mare.
19:26 Când a văzut Isus pe mama Sa, și lângă ea pe ucenicul pe care-l iubea, a zis mamei Sale: „Femeie, iată fiul tău!”
21:20 Petru s-a întors și a văzut venind după ei pe ucenicul pe care-l iubea Isus, acela care la Cină se rezemase pe pieptul lui Isus și zisese: „Doamne, cine este cel ce Te vinde?”
11:3 Surorile au trimis la Isus să-I spună: „Doamne, iată că acela pe care-l iubești este bolnav.
13:23 Unul din ucenici, acela pe care-l iubea Isus, stătea la masă culcat pe sânul lui Isus. Simon Petru i-a făcut semn să întrebe cine este acela despre care vorbea Isus. Și ucenicul acela s-a rezemat pe pieptul lui Isus și I-a zis: “Doamne, cine este?”
Evanghelia după Marcu (14: 51–52) descrie, conform vocabularului contemporan, cum în Grădina Ghetsimani „Un tânăr, care nu purta altceva decât o haină de lenjerie [din in] îl urma pe Isus. Când [paznicii Templului] l-au prins, a fugit dezbrăcat, lăsându-și hainele în urmă”. Textul tânărului dezbrăcat este de neînțeles și greu de interpretat pentru unii autori; mai mult, textul apare doar în Evanghelia după Marcu, ceea ce a determinat unii istorici și teologi să afirme că Marcu se descrie pe sine ca fiind tânărul din text. Interpretările sunt diverse.
În Evanghelia secretă după Marcu separată și non-canonică — din care au fost incluse unele pasaje în controversata scrisoare a lui Mar Saba către Clement de Alexandria, pe care Morton Smith a susținut că a descoperit-o în 1958 — afirmă că Isus a învățat într-o noapte misterul împărăției lui Dumnezeu cu un tânăr ce purta doar o pânză de in. Acest lucru a fost legat de opiniile unui grup filozofic și de critici antici denumit carpocrați (inițiat de Carpocrates din Alexandria). Unii comentatori moderni îl interpretează ca un botez, alții ca o formă de inițiere sexuală, iar alții ca o alegorie pentru o inițiere non-sexuală într-o sectă gnostică. Cu toate acestea, autorul Evangheliei secrete după Marcu este încă o problemă de dezbatere. Unii cercetători consideră că este un fals în timp ce alții cred că este autentică, aceasta fiind un apocrifon.
În Evanghelia după Matei, Isus este raportat la comportamentul eunucilor pentru a ilustra o abordare a sexualității: „Căci există unii eunuci, care s-au născut așa din pântecele mamei lor: și există unii eunuci, care au fost făcuți eunuci de oameni: și să existe eunuci, care s-au făcut eunuci pentru Împărăția lui Dumnezeu”. (Matei 19:3–12 ) 
Termenul „eunuc” se referă în mod normal la un om castrat. Mai mulți teologi și comentatori biblici au interpretat acest pasaj ca indicând sprijinul lui Isus pentru celibat. Primul scriitor creștin Origen a interpretat literal cuvintele lui Isus, și astfel s-a castrat fizic ca act de devotament. Tertulian, primul părinte al Bisericii, a scris că Isus însuși a trăit ca un „eunuc”, asemenea a încurajat oamenii să adopte această practică.
Mireasa lui Hristos este o metaforă pentru eclezie, asemănând relația dintre creștini și Isus ca o logodnă ce indică o viitoare nuntă, atunci când creștinii se vor reuni întru Isus Hristos. În Evanghelia după Ioan (3:22–36), Ioan Botezătorul vorbește despre sine ca fiind „cel mai bun om”, cu implicația că mirele lui Hristos (vezi și Matei 9:15) vine să-și întâlnească mireasa, deși nu este nimic specific pentru a identifica mireasa. Părinții Bisericii, precum Ciprian de Cartagina, au aplicat această metaforă asupra Bisericii încă din antichitate.

## Sănătatea mintală a lui Isus
Articol principal: Sănătatea mintală a lui Isus din Nazaret
Întrebarea dacă Iisusul cel istoric era într-o bună sănătate mintală a fost explorat de mai mulți psihologi, psihiatri, filosofi, istorici și scriitori. Această perspectivă găsește atât susținători, cât și unii adversari. 
Primul care a pus sub semnul întrebării în mod deschis sănătatea lui Isus a fost psihologul francez Charles Binet-Sanglé⁠(d), medicul șef al spitalului din Paris și autorul cărții La Folie de Jésus (1908 -1915). Binet-Sanglé l-a diagnosticat pe Isus ca suferind de paranoia religioasă:  Pe scurt, natura halucinațiilor lui Isus, așa cum sunt descrise în Evangheliile ortodoxe, ne permite să concluzionăm că fondatorul religiei creștine a fost afectat de paranoia religioasă. (vol. 2, p. 393). Alți psihanaliști susțin că Isus suferea și de sindromul Complex Mesia.
În 2012, o echipă de psihiatri, psihologi comportamentali, neurologi și neuropsihiatri de la Harvard Medical School a publicat o cercetare care a sugerat dezvoltarea unei noi categorii de diagnostic a tulburărilor psihiatrice legate de amăgirea religioasă și hiper-religiozitatea. Au comparat gândurile și comportamentele celor mai importante figuri din Biblie (Abraham, Moise, Isus și Paul) cu pacienții afectați de tulburări mentale legate de spectrul psihotic folosind diferite grupuri de tulburări și criterii de diagnostic (DSM-IV -TR), și au concluzionat că aceste figuri biblice „ar fi putut avea simptome psihotice care au contribuit la inspirație pentru revelațiile lor”, cum ar fi schizofrenia, tulburarea schizoafectivă, depresia maniacală, tulburarea delirantă, amăgirea de grandoare, vizual halucinații vizual-auditive, paranoia, sindromul Geschwind⁠(d) (în special Paul) și experiențe anormale asociate cu epilepsia lobului temporal (TLE). Autorii sugerează că Isus a căutat să se condamne la moarte („sinucidere prin procură” - en. „suicide by proxy”). 
Consiliul Arhiepiscopilor Bisericii Angliei a realizat un ghid intern pe tema sănătății mintale, un posibil subiect pe care să-l abordeze bisericile în predicile lor. În acesta se afirmă că Iisus Hristos, Ioan Botezatorul, Sfântul Pavel si alte personaje din Biblie ar fi avut probleme de sănătate mintală.

Istoricul ateu Bart Ehrman susținea că dacă pretenția de a fi Mesia este semn de nebunie pentru un occidental din secolul XXI, asta nu era adevărat pentru un evreu din secolul I.

## Metode de cercetare
Istoricii și cercetătorii Bibliei analizează evangheliile canonice, Talmudul, Evanghelia după Evrei, evangheliile gnostice, scrierile lui Josephus și alte documente antice pentru a încerca să-l găsească pe Isus cel istoric. Au fost dezvoltate o serie de metode pentru a analiza critic aceste surse:

### Vechimea
Istoricii preferă cele mai vechi izvoare despre Isus, de regulă ei tinzând să ignore sursele scrise la mai mult de un secol de la moartea lui Isus.

### Criteriul deosebirii
Mai clar descris drept criteriul rușinii, el afirmă că afirmațiile contrare sau neasemănătoare scopurilor autorului sunt cele mai de încredere. De exemplu, primii creștini nu ar fi pretins despre Isus că el ar fi fost crucificat dacă acest lucru nu s-ar fi petrecut în mod real, deoarece crucificarea era o pricină de rușine.

### Criteriul atestării independente
Când două sau mai multe surse independente prezintă istorisiri asemănătoare, este aproape cert că această relatare precede surselor respective. Atestarea multiplă nu e același lucru cu atestarea independentă, de exemplu Matei și Luca au folosit Evanghelia după Marcu drept sursă, de aceea o relatare prezentă în cele trei evanghelii este de fapt atestată într-o singură sursă independentă. Asta nu exclude folosirea altor surse în evangheliile după Matei și Luca (de exemplu sursele Q, M și L), care atestă independent anumite evenimente.

### Congruența culturală (credibilitatea contextuală)
O sursă este mai credibilă dacă relatarea are sens în contextul a ceea ce cunoaștem despre cultura în care se desfășoară evenimentele relatate. De exemplu, unele afirmații din Evanghelia după Toma au sens în contextul credințelor gnostice din al doilea secol, dar nu în contextul creștinismului primului secol, deoarece se consideră că gnosticismul a apărut în al doilea secol al erei noastre.

### Criterii lingvistice
Anumite concluzii pot fi derivate din analiza lingvistică a evangheliilor. Dacă un dialog are sens numai în greacă (limba sursei scrise), este foarte probabil că autorul relatează fapte diferite de evenimentele istorice, cum ar fi dialogul între Isus și Nicodim din Evanghelia după Ioan capitolul al III-lea, care are sens doar în greacă dar nu și în aramaică. Conform lui Bart Ehrman, acest criteriu este inclus în criteriul credibilității contextuale, spre exemplu în contextul lor istoric Isus și Nicodim ar fi discutat în aramaică.

### Scopurile autorului
Acest criteriu este reversul criteriului deosebirii. Atunci când textul servește scopurile autorului său sau ale redactorului său, el este suspect. Spre exemplu, mai multe fragmente din evanghelii, cum ar fi Masacrul pruncilor, relatează viața lui Isus ca împlinire a profețiilor, aceasta în viziunea multor cercetători reflectând mai degrabă dorințele autorului decât realitatea istorică.

### Critica acestor metode

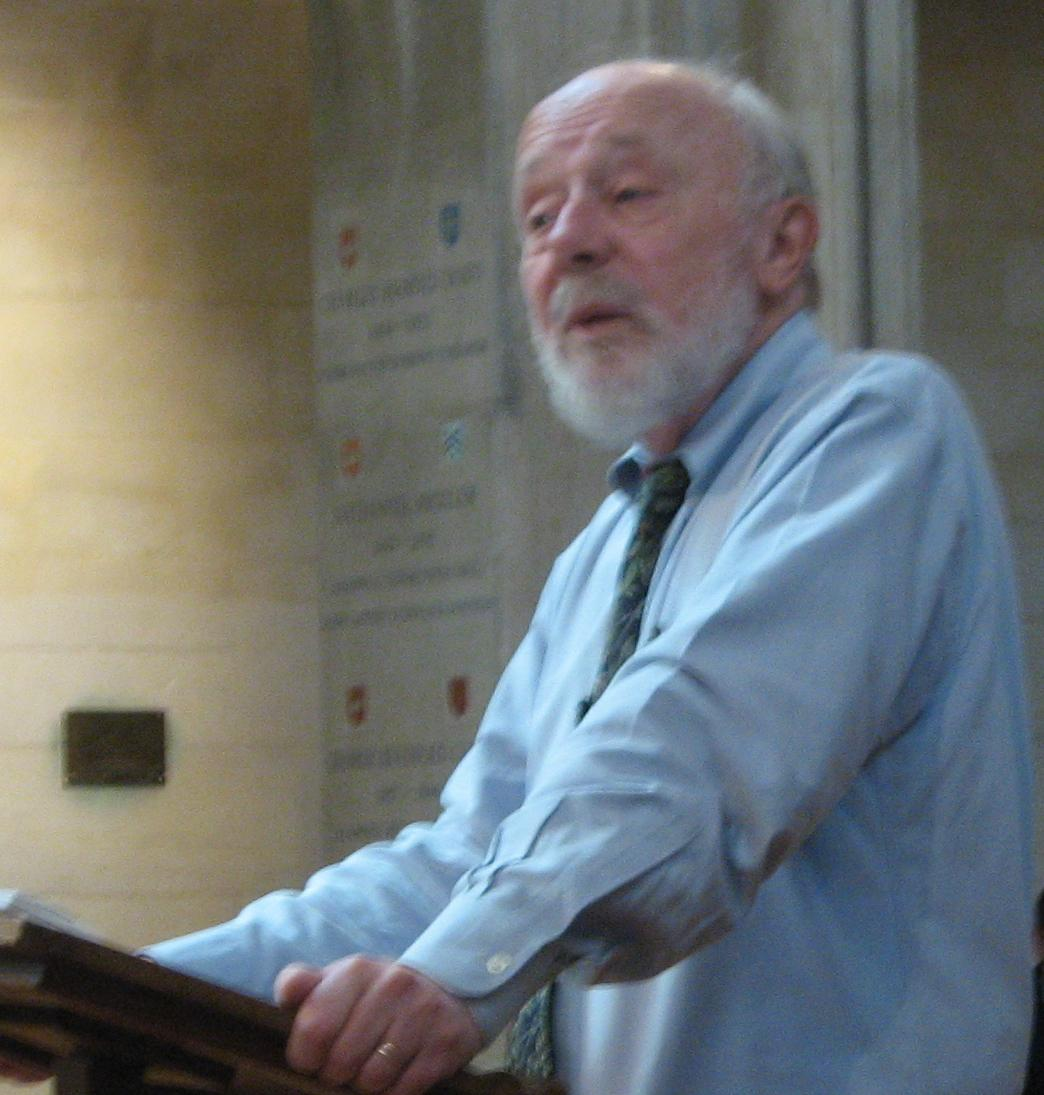
Marcus Borg vorbind în capela Colegiului Mansfield

De la începutul anilor '80, cercetători asociați cu „A treia căutare a lui Isus cel istoric” — incluzându-i pe Géza Vermes, Ben Meyer, John Riches, Anthony Harvey, Marcus Borg, E.P. Sanders și N.T. Wright — au argumentat că aceste criterii ale autenticității sunt mult prea stricte.
O variantă sarcastică a acestei teze este critica următoare:
Să sărim peste câteva milenii. Joeismul este încă o religie dominantă, deși a dezvoltat unele aspecte murdare iar unii oameni, în special intelectualii, au început să conteste istoria oficială a joeismului. Nemulțumirea a crescut până acolo încât liderii joeiști din Joeville nu mai pot controla ceea ce oamenii gândesc despre Joe. Urmează o bătălie intelectuală în care partizanii libertății atacă tocmai istoricitatea și acuratețea documentelor oficiale referitoare la Joe. Se întreprinde o căutare a lui «Joe, cel real și istoric». Unii cercetători au chiar curajul de a afirma că acele copii ale mărturiilor joeiste care le-au parvenit nu sunt conforme cu originalul, că ele ar fi fost măsluite de liderii joeismului de-a lungul anilor pentru a le face să pară că susțin linia oficială a partidului joeist. Deoarece nimeni dintre aceștia nu văzuse vreodată copii întocmai cu aceste documente, se aruncă dubiul asupra fidelității lor. Apoi cineva descoperă într-o zi niște documente vechi, uitate, datate din secolele primare ale mișcării joeiste. Acestă descoperire, dintr-un loc misterios numit Gan Dammahi atrage pe plan mondial atenția luptătorilor pentru libertatea intelectuală, care arată că tabloul lui Joe din aceste documente antice este foarte diferit de povestea oficială a joeismului. Alte descoperiri urmează și apar multe copii ale documentelor originare, documente pe care joeiștii primari încercaseră să le distrugă. Oprimarea primară de către joeism a altor grupuri care-l urmau pe Joe este dată în vileag drept măsluire a jocurilor. «Joe cel real» se dovedește a fi un simplu moralist rustic care a spus ocazional povești și a pronunțat anecdote enigmatice, un om cu ambiții politice grandioase. Dar un lucru este sigur, Joe, la modul în care e prezentat de joeism, este o înșelătorie iar joeismul este sortit pieirii.— Dr. Rodney J. Decker, The Rehabilitation of Heresy: “Misquoting” Earliest Christianity: Part 1